# Mike Evans
Michael Lynn Evans III (Galveston, 21 de agosto de 1993) é um jogador de futebol americano que joga como wide receiver no Tampa Bay Buccaneers da National Football League (NFL).
Ele jogou futebol americano universitário no Texas A&M University, onde ganhou indicações de Primeira Equipe da All-American após registrar um recorde escolar de 1.394 jardas de recepção em 69 recepções e foi selecionado pelos Buccaneers na primeira rodada com a sétima escolha geral no Draft de 2014 da NFL. Ele foi nomeado pro Pro Bowl e pro Segundo Time All-Pro em 2016.

## Carreira na Escola Secundária
Evans frequentou a Ball High School, em Galveston, Texas, onde jogou basquete, futebol americano e atletismo. No basquete, ele teve uma média de 18,3 pontos, 8,4 rebotes e 5,2 assistências no último ano.
Ele só jogou futebol americano durante seu último ano, ganhando uma seleção para o Segundo Time da 24-4A depois de fazer 25 recepções para 648 jardas e sete touchdowns.
No atletismo, Evans competiu nos eventos de salto. Ele conseguiu 14,11 metros no salto triplo e 6,28 metros no salto em distância. Ele também teve um tempo de 4,54 na corrida de 40 jardas no campo de futebol americano e foi um membro dos esquadrões de revezamento 4×100m e 4 × 200m.
Ele foi recrutado por Texas A&M como um Wide Receiver.

## Carreira na Faculdade
Enquanto frequentava a Texas A&M University, Evans jogou pelo time de futebol americano de 2011 a 2013. Ele teve 82 recepções para 1,105 jardas e cinco touchdowns em 2012.
No jogo contra Alabama durante a temporada de 2013, Evans pegou sete passes para um recorde escolar de 279 jardas. Ele recebeu o prêmio de Jogador da Semana da AT&T ESPN. Durante o jogo contra Auburn em 2013, ele quebrou seu próprio recorde depois de ter acumulado 11 recepções para 287 jardas e quatro touchdowns. Em 2013, Evans foi selecionado para o Primeira Time da All-Southeastern Conference (SEC). Em 17 de dezembro de 2013, foi anunciado que Evans foi selecionado para a Primeira Equipe da AP All-America de 2013.
Evans terminou a temporada de 2013 com 69 recepções para 1.394 jardas e 12 touchdowns.

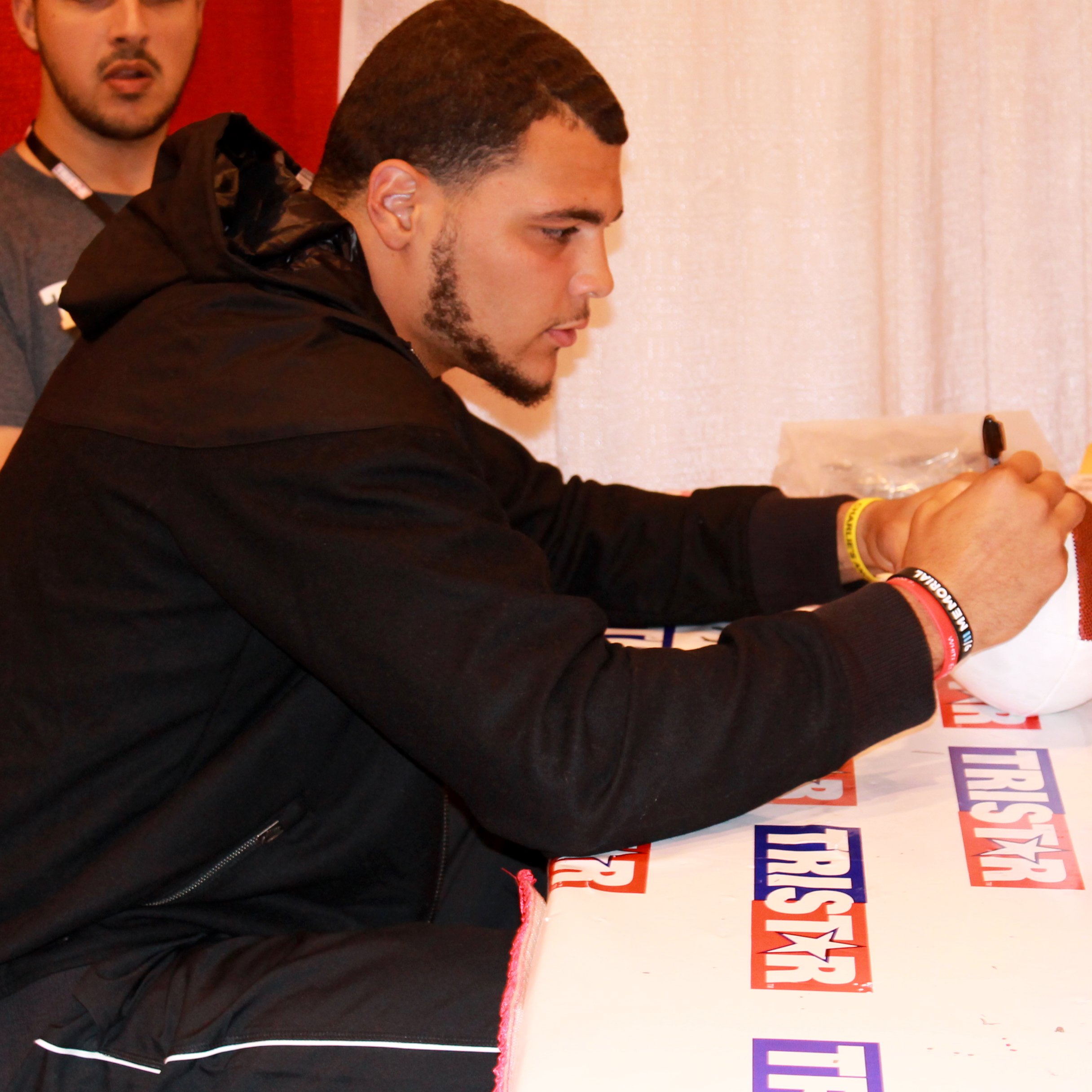
Evans no verão de 2014

### Estatísticas da Faculdade
|        |           |    | Recepção | Recepção | Recepção |
| Ano    | Equipe    | JD | Rec      | Jardas   | TDs      |
| ------ | --------- | -- | -------- | -------- | -------- |
| 2012   | Texas A&M | 13 | 82       | 1 105    | 5        |
| 2013   | Texas A&M | 13 | 69       | 1 394    | 12       |
| Totais | Totais    | 26 | 151      | 2 499    | 17       |

Fonte:

## Carreira Profissional
Em 2 de janeiro de 2014, Evans anunciou que renunciaria às suas duas últimas temporadas na universidade e entraria na Draft da NFL de 2014. A maioria dos analistas e olheiros o projetou para ser uma escolha de primeira rodada. Ele foi classificado como o melhor Wide Receiver pela Sports Illustrated e o segundo melhor wide receiver pela NFLDraftScout.com.
| Altura                          | Peso   | Comprimento do braço | Tamanho da mão | Corrida de 40 jardas | Corrida de 10 jardas | Corrida de 20 jardas | 20-ss  | 3-cone | Salto Vertical | BP      |
| ------------------------------- | ------ | -------------------- | -------------- | -------------------- | -------------------- | -------------------- | ------ | ------ | -------------- | ------- |
| 1.95 m                          | 105 kg | 0,89 m               | 0.24 m         | 4.53 s               | 1.60 s               | 2.66 s               | 4.26 s | 7.08 s | 0.94 m         | 12 reps |
| Todos os valores da NFL combine |        |                      |                |                      |                      |                      |        |        |                |         |

### Temporada de 2014

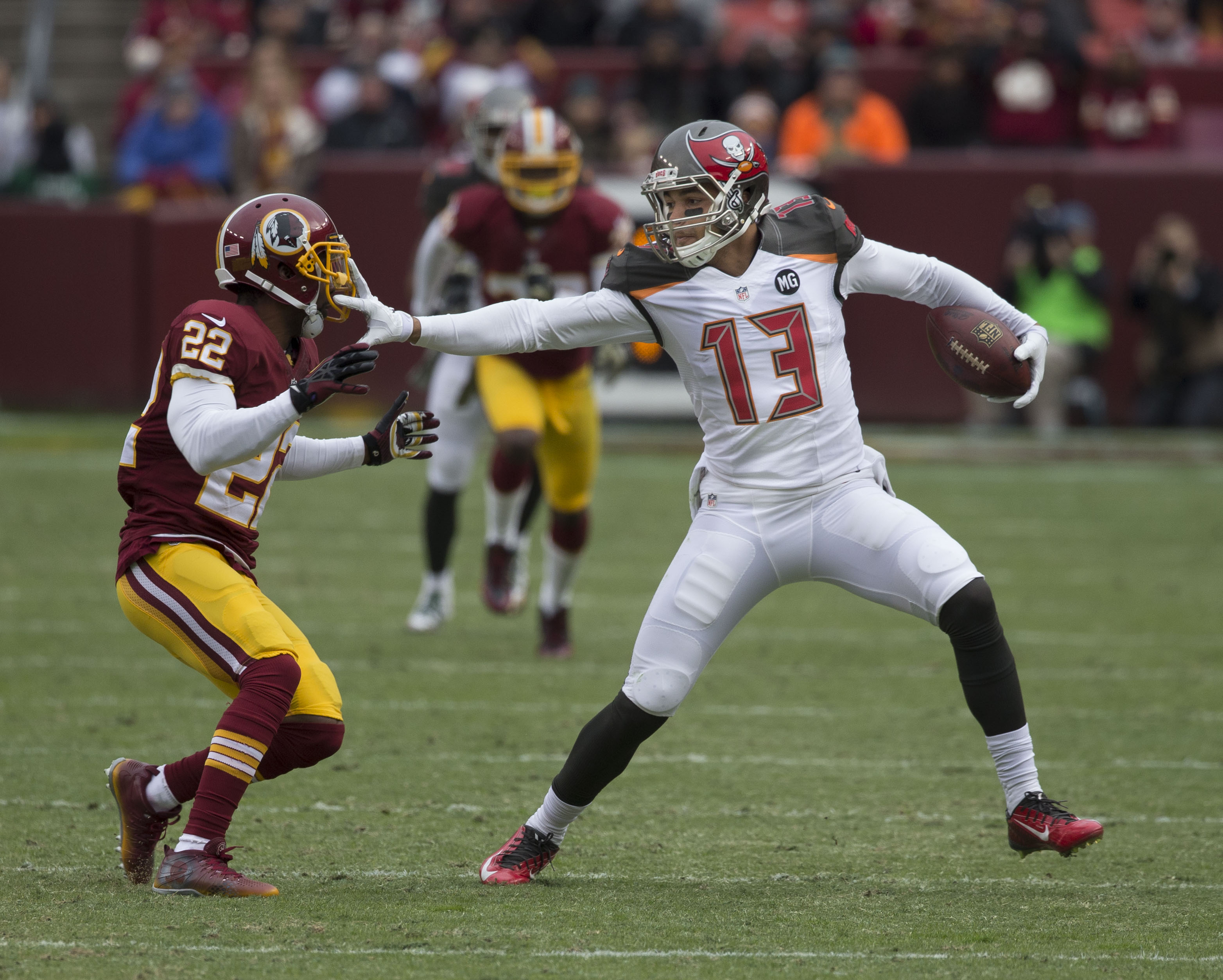
Evans em ação durante o seu jogo contra o Washington Redskins em novembro de 2014.

O Tampa Bay Buccaneers selecionou Evans com a sétima escolha geral no draft da NFL de 2014, uma escolha atrás do companheiro de equipe, Jake Matthews. Foi a primeira vez que Texas A&M teve dois jogadores selecionados no Top 7 no mesmo draft desde John Kimbrough e Jim Thomason em 1941. Ele foi o segundo wide receiver do draft, depois de Sammy Watkins foi escolhido pelo Buffalo Bills com a quarta escolha geral. Em 12 de junho de 2014, Evans assinou um contrato de novato de quatro anos no valor de US $ 14,6 milhões, com um bônus de assinatura de US $ 8,96 milhões.
Evans fez sua estréia na temporada regular na abertura da temporada contra o Carolina Panthers e fez cinco recepções para 37 jardas. Em 28 de setembro de 2014, Evans havia conseguido quatro recepções para 65 jardas e conseguiu seu primeiro touchdown da carreira em um passe de 7 jardas de Mike Glennon em uma vitória por 27-24 sobre o Pittsburgh Steelers. Na semana 9 contra o Cleveland Browns, Evans recebeu sete passes para 124 jardas e dois touchdowns em uma derrota por 22-17. Na semana seguinte, ele teve sete recepções para 125 jardas e um touchdown em uma derrota por 27-17 para o Atlanta Falcons. Em 16 de novembro de 2014, em uma vitória por 27-7 sobre o Washington Redskins, Evans recebeu sete passes para 209 jardas e dois touchdowns. 
Ele se tornou o primeiro novato a ter três jogos consecutivos de 100 jardas e pelo menos um touchdown desde Randy Moss em 1998. Ele também se tornou o jogador mais jovem na história da NFL a ter 200 ou mais jardas em um jogo. Evans também é o quinto novato da era do Super Bowl a registrar 200 jardas e dois touchdowns em um jogo, o último jogador foi Anquan Boldin em 2003. Ele recebeu o prêmio de Jogador Ofensivo da Semana da NFL por seu desempenho.
Ele terminou sua temporada de estreia com 68 recepções para 1.051 jardas e 12 touchdowns, estabelecendo recordes da franquias e se tornando parte do primeiro par de receptores dos Buccaneers (ao lado do veterano Vincent Jackson) a receber 1.000 jardas em uma única temporada juntos. Evans ficou em quarto lugar em touchdowns e foi um dos 15 jogadores a marcar 10 touchdowns.

### Temporada de 2015
Em 20 de setembro de 2015, Evans apareceu em seu primeiro jogo da temporada contra o New Orleans Saints, depois de ter perdido o primeiro jogo da temporada com uma lesão no tendão. Na semana seguinte, Evans recebeu sete passes para 101 jardas em uma derrota por 19-9 para o Houston Texans. Durante a semana 7 contra o Washington Redskins, Evans recebeu oito passes para 164 jardas e um touchdown em uma derrota por 31-30. Em 8 de novembro de 2015, Evans recebeu oito passes para 150 jardas em uma derrota de 32-18 para o New York Giants. No jogo seguinte, ele terminou com oito recepções para 126 jardas durante uma vitória por 10-6 sobre o Dallas Cowboys. Em 17 de dezembro de 2015, ele fez nove recepções para 157 jardas contra o St. Louis Rams.
Em 15 jogos, Evans acumulou 1.206 jardas e três touchdowns, com uma média de 16,3 jardas por recepção. Entre os Wide Receivers de segundo ano, Evans ficou em terceiro lugar em jardas recebidas (atrás de Odell Beckham Jr. e Allen Robinson). Ele também ficou em 11º lugar na liga em jardas, foi o único jogador entre 26 jogadores a quebrar 1.000 jardas e o único jogador entre 11 jogadores a quebrar 1.200 jardas.

### Temporada de 2016
Evans começou a temporada em 2016, fazendo cinco recepções para 99 jardas e um touchdown na derrota do Atlanta Falcons por 31-24. Em 25 de setembro de 2016, Evans recebeu 10 passes para 132 jardas e um touchdown na derrota por 37-32 para o Los Angeles Rams. Evans se tornou o primeiro jogador na história dos Buccaneers a pegar um passe para touchdown em três jogos consecutivos no começo da temporada.
Durante a vitória da semana 7 sobre o San Francisco 49ers, Evans pegou oito passes para 96 jardas e dois touchdowns. Em 3 de novembro de 2016, ele conseguiu 11 passes para 150 jardas e dois touchdowns em uma derrota por 43-28 para o Atlanta Falcons. Nesse jogo, ele recebeu um passe que foi debatido como sendo a "captura do ano" no NFL.com e sofreu um impacto capacete-a-capacete e foi colocado no protocolo de concussão.
Em 27 de novembro de 2016, ele recebeu oito passes para 104 jardas e dois touchdowns em uma vitória por 14-5 sobre o Seattle Seahawks, tornando-se o quarto jogador na história da NFL a começar sua carreira com três temporadas consecutivas de 1.000 jardas. Ele também foi o primeiro jogador na história da franquia a receber dois touchdowns no primeiro quarto de um jogo. Em 20 de dezembro de 2016, Evans foi selecionado para o Pro Bowl, o primeiro de sua carreira. Sua seleção fez dele o primeiro receptor do Buccaneers desde Vincent Jackson em 2012 e o primeiro receptor escolhido no draft dos Bucaneros a ser selecionado para o Pro Bowl desde Mark Carrier em 1989.
Em 1 de janeiro de 2017, Evans pegou 5 passes para 65 jardas e 1 touchdown em uma vitória por 17-16 contra os Carolina Panthers, empatando o recorde da franquia de 12 touchdowns em uma única temporada.
Evans terminou sua terceira temporada com 96 recepções para 1.321 jardas e 12 touchdowns em 16 jogos como titular. Ele foi classificado em 29º lugar no NFL Top 100 Players de 2017.

### Temporada de 2017
Em 17 de abril de 2017, os Buccaneers ativaram a opção de quinto ano do contrato de Evans.
Devido ao furacão Irma, Evans e os Buccaneers tiveram que mudar seu jogo da semana 1 para mais tarde na temporada. Em 17 de setembro de 2017, em sua estréia na temporada, Evans teve sete recepções para 93 jardas e um touchdown na vitória por 29-7 sobre o Chicago Bears. Durante a semana 9 contra o New Orleans Saints, Evans esteve envolvido em uma briga com Marshon Lattimore. Evans teve uma falta pessoal, mas não foi expulso. No dia seguinte, Evans foi suspenso por um jogo por suas ações. Ele tentou apelar, mas não conseuiu e perdeu o jogo contra o New York Jets na semana 10. 
Na semana 17, durante uma vitória por 31-24 sobre o New Orleans Saints, Evans se tornou o terceiro jogador na história da NFL a começar sua carreira com quatro anos consecutivos de 1.000 jardas depois de receber cinco passes para 55 jardas.
No geral, ele terminou a temporada de 2017 com 71 recepções para 1.001 jardas e cinco touchdowns.

### Temporada de 2018
Em 9 de março de 2018, Evans assinou uma extensão de contrato de cinco anos no valor de US $ 82,5 milhões com os Buccaneers, com US $ 55 milhões garantidos.
Evans terminou sua quinta temporada com 86 recepções para 1 524 jardas, o recorde da carreira, e nove touchdowns no total. Em 7 de janeiro de 2019, Evans foi selecionado para seu segundo Pro Bowl, substituindo o lesionado Julio Jones. Como resultado, Evans se tornou o primeiro wide receiver dos Buccaneers na história da franquia a ser selecionado para multiplos Pro Bowls. Ele foi classificado em 53º lugar pelos seus companheiros na lista NFL Top 100 Players of 2019.

### Temporada de 2019
No início de 2019, Mike Evans teve um desempenho abaixo do esperado, mas recuperou-se na terceira semana com 190 jardas e três touchdowns contra os Giants. Continuou mostrando grande forma ao longo da temporada, destacando-se em vários jogos, incluindo 198 jardas contra os Titans na semana 8, e quebrou o recorde de recepções dos Buccaneers. Infelizmente, uma lesão no tendão durante a semana 14 encerrou sua temporada, mas ele ainda foi nomeado para o Pro Bowl de 2020. Evans terminou com 1 157 jardas e oito touchdowns.

### Temporada de 2020

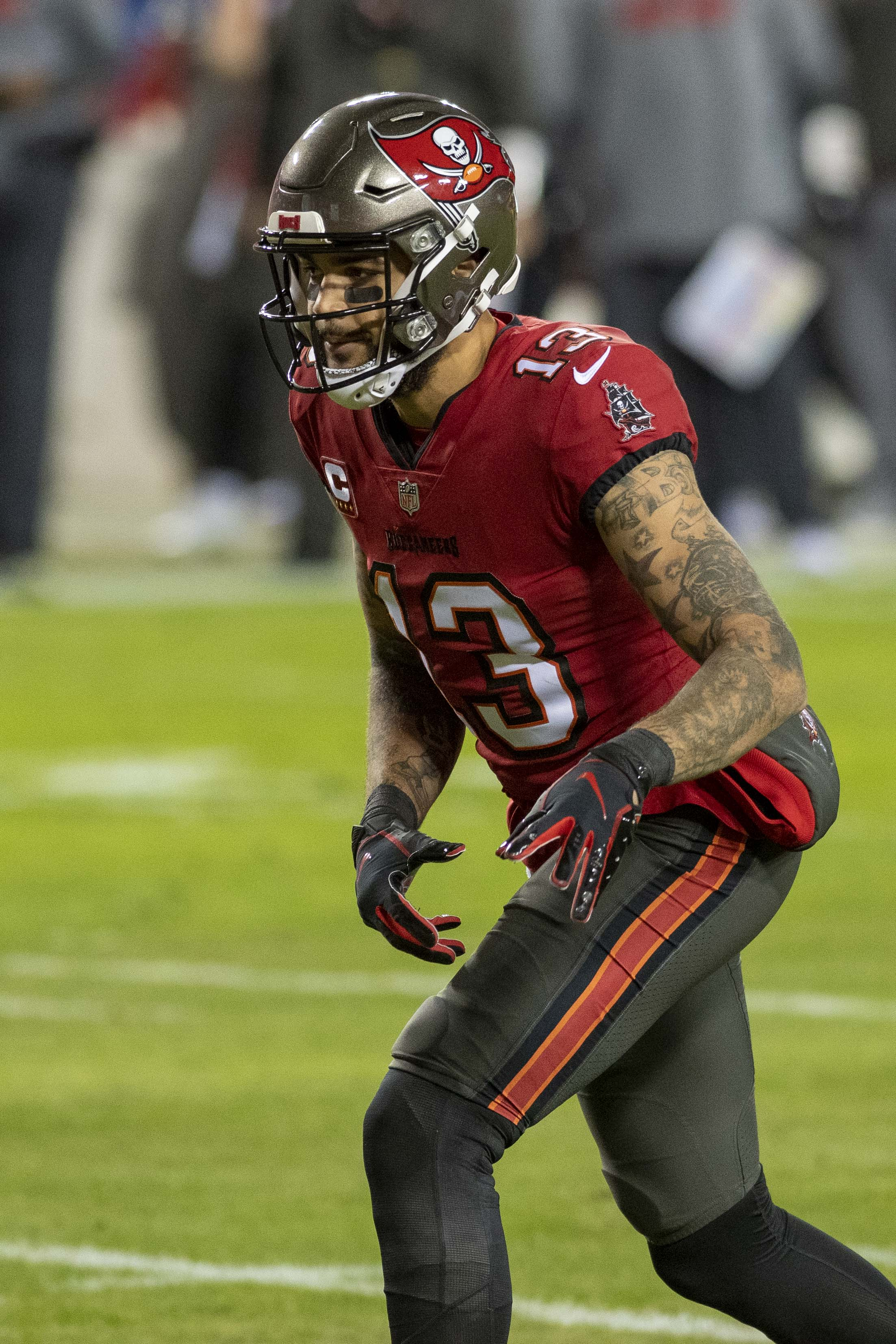
Evans em 2020.

Evans começou a temporada de 2020 com dificuldades devido a uma lesão, mas logo recuperou sua forma. Ele quebrou o recorde de touchdowns da franquia e se tornou o primeiro jogador da NFL a começar sua carreira com sete temporadas consecutivas de mil jardas. Na pós-temporada, teve uma atuação forte, ajudando os Buccaneers a conquistar sua primeira vitória nos playoffs desde 2007. Ele contribuiu para a vitória no Super Bowl LV, garantindo seu primeiro título.

### Temporada de 2021
Em 2021, Evans continuou a ser uma peça chave, quebrando mais recordes da franquia e da NFL, como sua oitava temporada consecutiva com mais de mil jardas. Ele também estabeleceu um novo recorde de touchdowns na temporada. Apesar de uma lesão no final da temporada, ele desempenhou um papel crucial nos playoffs, e foi nomeado para seu quarto Pro Bowl.

### Temporada de 2022
Na semana 12, contra os Browns, Evans alcançou a marca de 10 000 jardas recebidas na carreira. Contra os Panthers na semana 17, Evans teve dez recepções para 207 jardas e três touchdowns na vitória por 30 a 24, ganhando o prêmio de Jogador Ofensivo da Semana da NFC. Na temporada de 2022, Evans teve 77 recepções para 1 124 jardas e seis touchdowns em quinze jogos. Ele foi classificado em 53º lugar pelos seus companheiros na lista NFL Top 100 Players of 2023.

### Temporada de 2023
Na temporada de 2023, Mike Evans entrou no último ano de seu contrato com os Buccaneers, desejando uma extensão que nunca foi oferecida. Ele continuou a brilhar em campo, com destaque para a segunda semana, quando registrou 171 jardas e um touchdown contra os Bears. Ele fez história ao alcançar mil jardas recebidas pela 10ª temporada consecutiva, tornando-se apenas o segundo jogador na história da NFL a fazê-lo, atrás de Jerry Rice. Evans também recebeu sua quinta indicação ao Pro Bowl.
Evans terminou a temporada de 2023 com 79 recepções, 1 255 jardas e 13 touchdowns, o que o fez dividir o título de líder em touchdowns recebidos na temporada. Ele se tornou o primeiro jogador na história dos Buccaneers a alcançar essa marca. No jogo da Rodada Divisional dos playoffs, Evans foi destaque novamente, com 147 jardas e um touchdown, apesar da derrota para os Lions.
Ele foi altamente elogiado por seus colegas jogadores, sendo classificado em 26º lugar na lista dos 100 melhores jogadores da NFL de 2024.

### Temporada de 2024
Em 4 de março de 2024, Evans renovou seu contrato com os Buccaneers por dois anos, valendo US$ 52 milhões de dólares.
Na semana 7 contra o Baltimore Ravens, Evans conseguiu seu centésimo touchdown recebido na carreira num passe de 25 jardas de Baker Mayfield. Com essa recepção para touchdown, ele se tornou o décimo primeiro jogador na história da NFL a ter pelo menos cem touchdowns recebidos na carreira, o sétimo a fazer isso com uma franquia e o quinto mais rápido a fazer isso. Durante o jogo, Evans agravou novamente seu tendão e foi descartado para o resto do jogo. Foi anunciado que Evans provavelmente ficaria de fora até depois da semana de folga dos Buccaneers. Na semana 12 contra o New York Giants, Evans retornou da contusão e teve cinco recepções para 68 jardas. Na última semana da temporada regular, ele fez a recepção que garantiu que ele passasse das mil jardas naquela temporada, com uma sequência de onze temporadas com pelo menos mil jardas. Assim, Evans empatou com Jerry Rice como líder da NFL neste quesito.

## Estatísticas na Carreira
| Temporada | Time     | Jogos      | Jogos   | Recebendo | Recebendo | Recebendo | Recebendo | Recebendo | Correndo | Correndo | Correndo | Correndo | Correndo | Fumbles | Fumbles  |
| Temporada | Time     | Disputados | Titular | Rec       | Jardas    | Média     | Lng       | TD        | Ten      | Jardas   | Média    | Lng      | TD       | Fum     | Perdidos |
| --------- | -------- | ---------- | ------- | --------- | --------- | --------- | --------- | --------- | -------- | -------- | -------- | -------- | -------- | ------- | -------- |
| 2014      | TB       | 15         | 15      | 68        | 1 051     | 15,5      | 56E       | 12        | —        | —        | —        | —        | —        | 0       | 0        |
| 2015      | TB       | 15         | 14      | 74        | 1 206     | 16,3      | 68        | 3         | —        | —        | —        | —        | —        | 1       | 1        |
| 2016      | TB       | 16         | 16      | 96        | 1 321     | 13,8      | 45E       | 12        | —        | —        | —        | —        | —        | 0       | 0        |
| 2017      | TB       | 15         | 15      | 71        | 1 001     | 14,1      | 42E       | 5         | —        | —        | —        | —        | —        | 1       | 0        |
| 2018      | TB       | 16         | 16      | 86        | 1 524     | 17,7      | 72E       | 8         | —        | —        | —        | —        | —        | 2       | 1        |
| 2019      | TB       | 13         | 13      | 67        | 1 157     | 17,3      | 67E       | 8         | —        | —        | —        | —        | —        | 0       | 0        |
| 2020      | TB       | 16         | 16      | 70        | 1 006     | 14,4      | 50        | 13        | —        | —        | —        | —        | —        | 0       | 0        |
| 2021      | TB       | 16         | 16      | 74        | 1 035     | 14,0      | 46        | 14        | 1        | 10       | 10       | 10       | 0        | 0       | 0        |
| 2022      | TB       | 15         | 15      | 77        | 1 124     | 14,6      | 63T       | 6         | —        | —        | —        | —        | —        | 0       | 0        |
| 2023      | TB       | 17         | 17      | 79        | 1 255     | 15,9      | 75        | 13        | —        | —        | —        | —        | —        | 0       | 0        |
| 2024      | TB       | 14         | 14      | 74        | 1 004     | 13,6      | 57E       | 11        | –        | –        | –        | –        | –        | 0       | 0        |
| Carreira  | Carreira | 168        | 167     | 836       | 12 684    | 15,2      | 75        | 105       | 1        | 10       | 10,0     | 10       | 0        | 4       | 2        |

### Recordes dos NFL
- Temporadas consecutivas com 1.000 jardas recebidas desde o início da carreira – 11
- Jogador mais jovem a alcançar 7.000 jardas recebidas na carreira – (26 anos, 81 dias)
- Jogador mais jovem a alcançar 6.000 jardas recebidas na carreira – (25 anos, 131 dias)
- Jogador mais jovem a ter 5 temporadas com 1.000 jardas recebidas – (25 anos, 95 dias)
- Jogador mais jovem a ter 6 temporadas com 1.000 jardas recebidas – (26 anos, 95 dias)
- Jogador mais jovem a ter 200 ou mais jardas em um jogo – (21 anos, 87 dias)

### Recordes dos Buccaneers
- Maior número de jardas recebidas em uma temporada – 1 524 (2018)
- Maior número de touchdowns recebidos em uma temporada – 14 (2021)
- Maior número de touchdowns recebidos por um novato em uma temporada – 12 (2014)
- Maior número de jardas recebidas em um jogo de pós-temporada – 141 (21 de janeiro de 2024, contra o Detroit Lions)
- Jogos consecutivos com pelo menos um touchdown recebido – 5 (2020)
- Maior número de jogos com 100 jardas recebidas na carreira – 30 (2014–presente)
- Maior número de jardas recebidas por jogo na carreira – 76,2 (2014–presente)
- Maior número de temporadas consecutivas com 1.000 jardas recebidas – 10 (2014–presente)
- Maior número de temporadas com 1 000 jardas recebidas – 10 (2014–presente)
- Maior número de touchdowns recebidos na carreira – 100 (2014–presente)
- Maior número de jardas recebidas na carreira – 11.680 (2014–presente)
- Maior número de recepções na carreira – 762 (2014–presente)
- Maior número de touchdowns totais na carreira – 101 (2014–presente)